# E-WUŚ
e-WUŚ, elektroniczny system weryfikacji uprawnień świadczeniobiorców – system wprowadzony 1 stycznia 2013 roku, pozwala na weryfikowanie prawa pacjenta do opieki medycznej finansowanej przez Narodowy Fundusz Zdrowia na podstawie numeru PESEL, pozwala szybko sprawdzić ubezpieczenia pacjenta.
Informacje zgromadzone w systemie e-WUŚ są aktualizowane codziennie według danych otrzymywanych m.in. z Zakładu Ubezpieczeń Społecznych i Kasy Rolniczego Ubezpieczenia Społecznego i przedstawiają stan uprawnień pacjenta w dniu, w którym dokonano sprawdzenia. e-WUŚ jest powiązany z Centralnym Wykazem Ubezpieczonych (CWU).
W porównaniu do obowiązującego poprzednio obowiązku przedstawiania aktualnych dokumentów (np. zaświadczenia z zakładu pracy, legitymacji emeryta lub rencisty, aktualnego zgłoszenia do ubezpieczenia zdrowotnego) jest znaczącym postępem w dostępie do opieki zdrowotnej.
System przeznaczony jest dla świadczeniodawców. Ponadto prawo do korzystania z systemu mają lekarze wypisujący recepty poza kontraktem na świadczenia opieki zdrowotnej, chociaż w ramach umowy na refundację recept zawartej z Narodowym Funduszem Zdrowia. W systemie e-WUŚ pacjent nie może samodzielnie sprawdzić swojego ubezpieczenia.
System oparty jest na autoryzowanej i szyfrowanej komunikacji XML i nie narzuca oprogramowania po stronie świadczeniodawcy (np. lekarza). Możliwe jest też logowanie za pomocą przeglądarki internetowej.
Jako mechanizm transportowy został wykorzystany broker komunikatów dostępny za pośrednictwem protokołu HTTPS w publicznej sieci Internet. W celu zachowania jednolitych standardów bezpieczeństwa, dostęp z poziomu klienta usług musi zostać poprzedzony odpowiednim procesem logowania w celu uwierzytelnienia i autoryzacji do poszczególnych elementów systemu.